# Brock Peterson
Brock Alan Peterson (né le 20 novembre 1983 à Centralia, État de Washington, États-Unis) est un joueur de premier but ayant évolue en Ligues majeures de baseball en 2013 avec les Cardinals de Saint-Louis.

## Carrière
Brock Peterson est drafté par les Twins du Minnesota au 49e tour de sélection en 2002. Il joue 8 ans en ligues mineures dans l'organisation des Twins, de 2003 à 2010. En 2010-2011, il s'aligne avec les Toros del Este de la Ligue dominicaine de baseball hivernal, club avec lequel il participe à la Série des Caraïbes 2011. En 2011 et 2012, il évolue dans le baseball indépendant avec le Bluefish de Bridgeport de l'Atlantic League avant de signer le 14 août 2012 un contrat avec les Cardinals de Saint-Louis de la MLB et de se rapporter à leur club-école.
À l'âge de 29 ans, Peterson fait enfin ses débuts dans le baseball majeur, jouant son premier match pour Saint-Louis le 20 juillet 2013. Le 24 juillet suivant, il réussit son premier coup sûr au plus haut niveau, comme frappeur suppléant face au lanceur Jake Diekman des Phillies de Philadelphie. Il ne réussit que deux coups sûrs en 23 matchs et 28 passages au bâton pour les Cardinals en 2013, avec deux points produits.